# Felina
Felina (La Flèina in dialetto reggiano o F'lina in dialetto montanaro) è una località posta a 664 m s.l.m. nel comune di Castelnovo ne' Monti, provincia di Reggio Emilia. È la frazione più importante dopo il capoluogo nell'ambito del comune. 2 229 abitanti sono stati censiti nel 2004.
Il paese sorge alle falde del castello cosiddetto "Salame di Felina" per la sua forma caratteristica a cono arrotondato situato a NE del paese.
L'abitato un tempo era attraversato dalla Strada del Cerreto, frequentata sin dall'epoca romana, mentre ora il nuovo percorso tangenziale evita il passaggio all'interno del paese.

## Storia locale

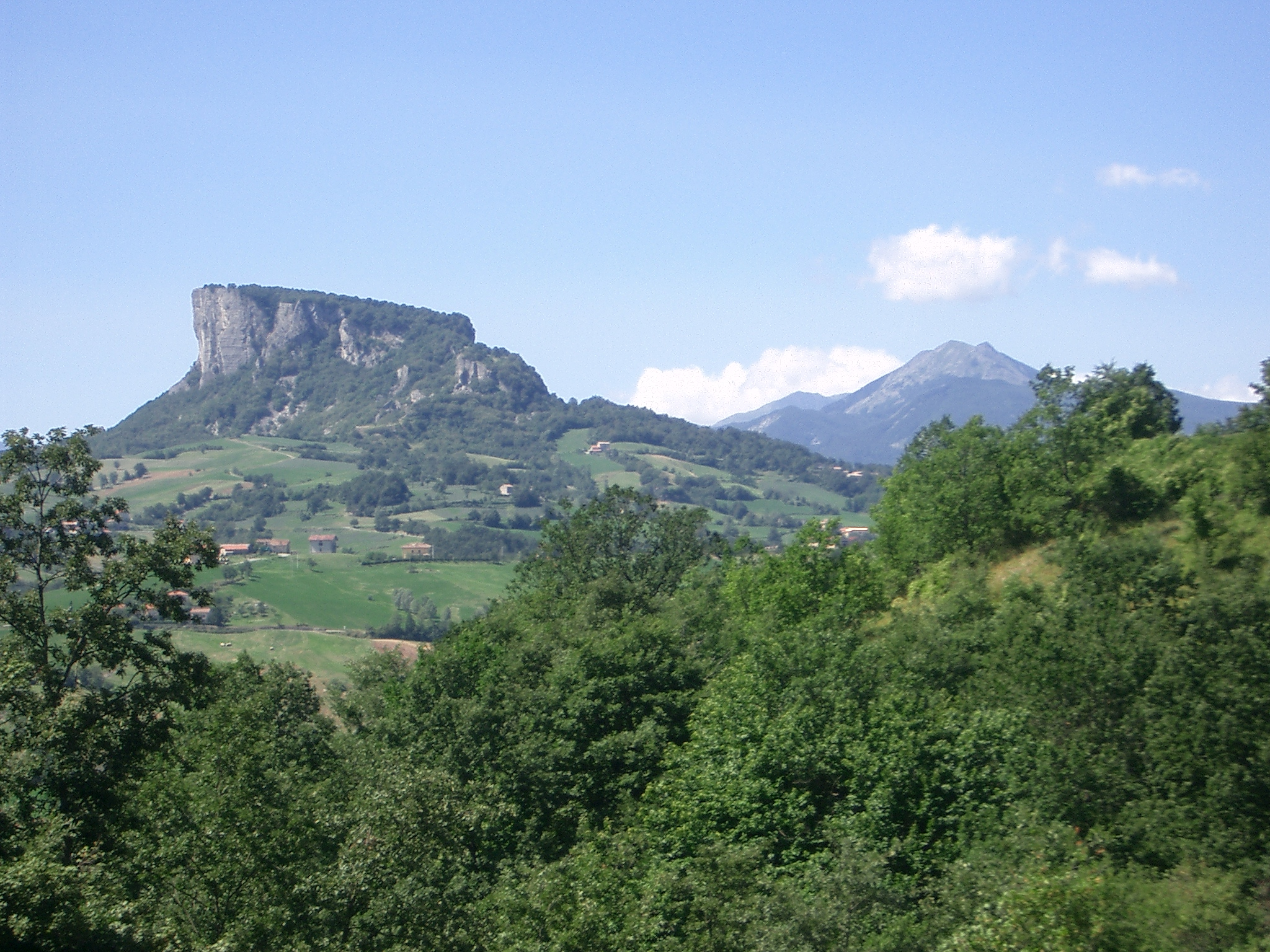
La Pietra di Bismantova vista dalla Magonfia, Felina

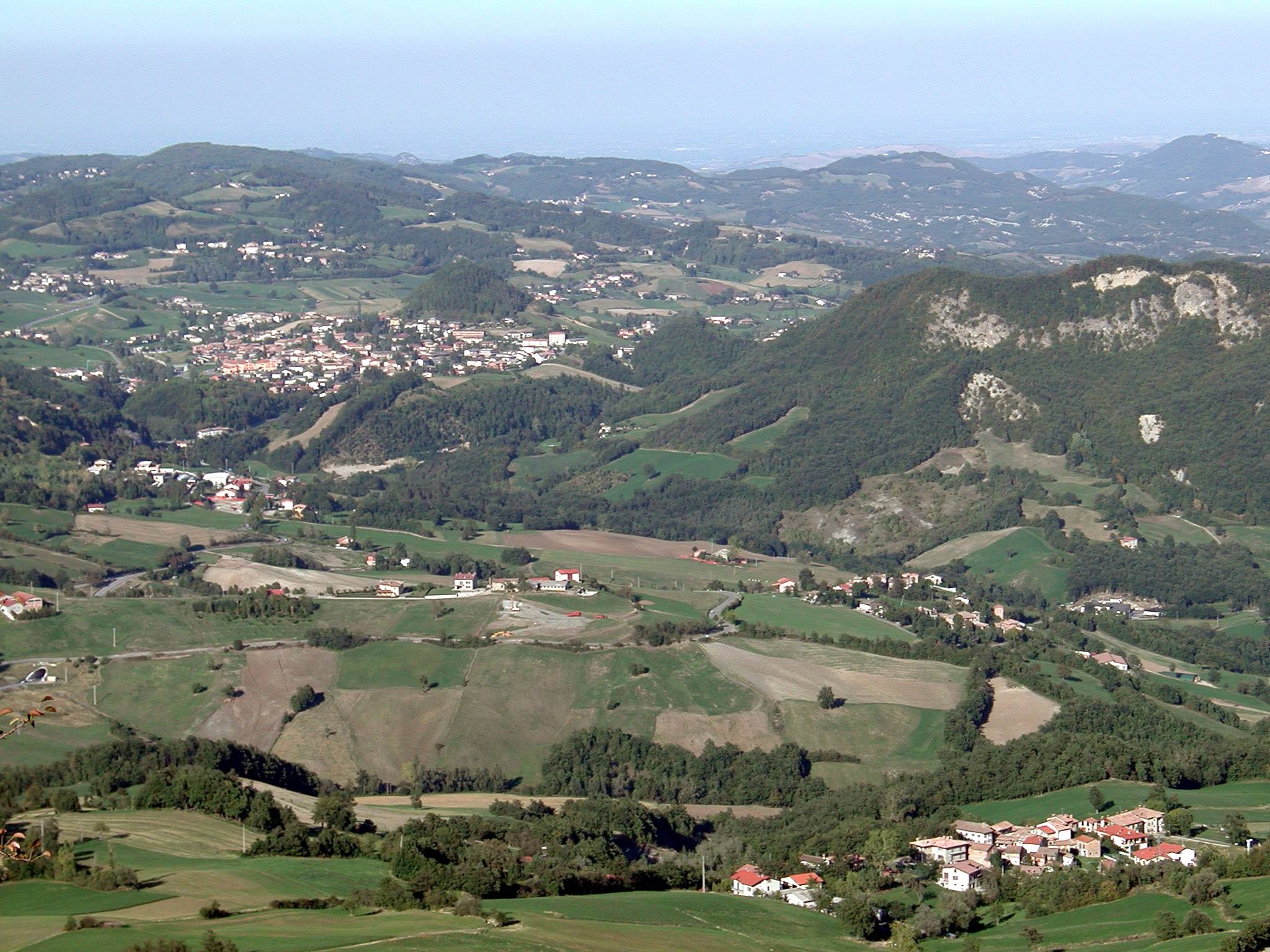
Felina e il Salame vista dalla Pietra di bismantova

### Medioevo
Alcuni studiosi fanno risalire all'epoca bizantina la fondazione del paese che, pur di piccole dimensioni, dovette rivestire un ruolo importante fra i piccoli villaggi dell'appennino reggiano, per la sua posizione strategica lungo la via del Cerreto. La prima notizia certa dell'abitato risale al l'870, data alla quale viene attribuito il primo documento cartaceo rinvenuto negli archivi storici, una notifica della cessione delle corti di Felina e Malliaco (l'attuale Malliago) effettuata dall'imperatore Ludovico II al suo vassallo Suppone.
Attorno al X secolo, Felina e le corti limitrofe di Villola e Cagnola passano alla potente famiglia degli Attonidi, che vede l'apogeo della sua grandezza con la contessa Matilde di Canossa. Circa verso la metà del secolo successivo Matilde dona il territorio di Felina al monastero di Canossa, che ne fa sede di Curia, confermandone l'importanza politica ed il mantenimento della sua organizzazione comunale.
Il periodo successivo vede l'alternarsi nel controllo del borgo fra la casata degli Este e diverse famiglie minori come i Banzola, Molza e i Chiodini
Nel 1375, sotto il dominio di Regina della Scala, il Fariolo, l'antico centro di Felina, diventa sede del vicariato visconteo con giurisdizione su tutta la montagna. Quando, nel 1409, gli Estensi faranno ritorno a Reggio si insedia nuovamente un podestà, che poi viene trasferito a Castelnuovo definitivamente nel 1480, segnando la fine della supremazia di Felina sugli altri abitati della montagna.

### Nel XVIII secolo
Il territorio costituiva contea sotto il ducato estense e viene così descritto nella  "Corografia" di Lodovico Ricci:
Ha la propria adunanza di reggenti, a cui sono soggette le ville di Fellina e braglia. Ha un Giusdicente col :titolo di Commessario. Il Pretorio è in Fellina. È Feudo della Casa d'Orttone Chiodini della Lunigiana  Fiorentina. È posta nel monte, ha una popolazione di 882 abitanti.
Fin dal IX secolo Lodovico Imperatore concesse ad un suo feudatario (Suppone II) una corte in Fellina.»
Riguardo alla Villa di Felina, Lodovico Ricci aggiunge:

Famiglia contadina a Felina negli anni quaranta

### Età contemporanea
Con l'unità d'Italia il paese perse la sua autonomia e fu inglobato nel comune di Castelnovo Monti a causa della sua vicinanza con il capoluogo.
Durante la seconda guerra mondiale il paese fu coinvolto nel movimento di resistenza seguito all'armistizio dell'8 settembre 1943, i combattimenti più aspri si vissero prima del superamento della vicina Linea Gotica da parte degli Anglo-Americani.
Sulle montagne nei pressi dell'abitato stanziarono diverse compagnie partigiane composte da militanti locali e da soldati stranieri guidati da un commissario sovietico mentre il paese fu occupato dalle forze tedesche in ritirata che si insediarono al Fariolo e bruciarono la popolosa frazione di Roncroffio per rappresaglia facendo strage di civili.
Nel Dopoguerra, la devastazione portata dal conflitto aggravò la situazione di povertà nelle campagne e molte giovani famiglie abbandonarono la loro terra per emigrare in pianura nei centri industriali, soprattutto a Reggio Emilia e Milano.
Gli ultimi decenni hanno visto il ritorno ai luoghi natali della gente emigrata negli anni cinquanta-sessanta, con un conseguente boom edilizio che ha fatto allargare i confini della zona abitata sino alle pendici del monte ed alla strada provinciale, anche se Felina durante i mesi invernali assiste ancora ad un notevole spopolamento.

### Il Salame di Felina

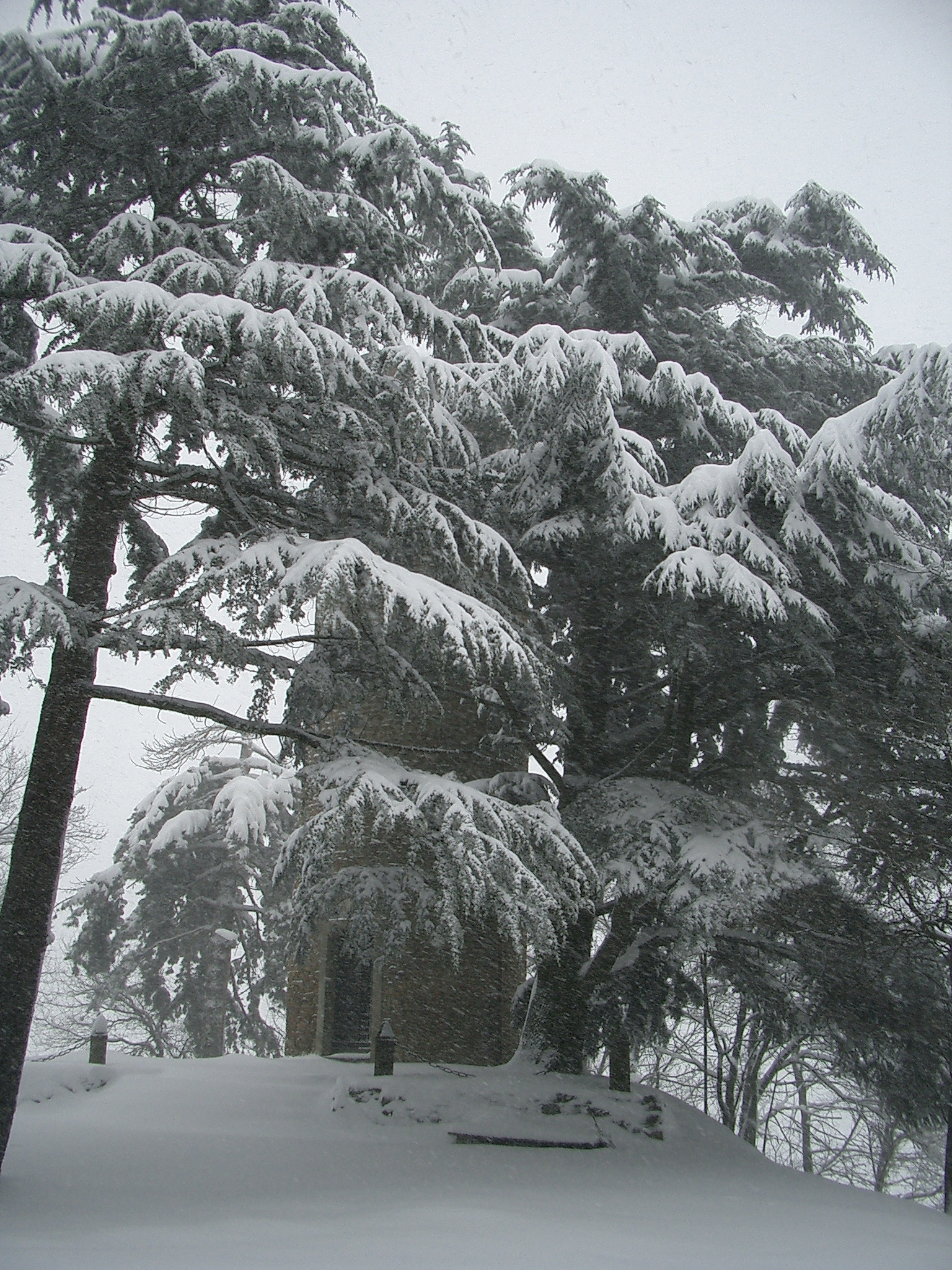
Il Salame di Felina sotto la neve

L'origine del castello di Felina probabilmente risale al XII secolo ma è noto che fin dal 1664 del complesso rimaneva solo la torre, circa la ragione della sua distruzione non è ancora stata fatta piena luce, probabilmente fu distrutto da un'incursione bellica o fu utilizzato come cava di pietra dopo la sua decadenza. Fu oggetto di numerose ristrutturazioni, l'ultima è datata 1990.

### La fiera di Felina
Felina fu dalla fondazione sede di fiera e mercato che si tenevano in quello che era il suo "centro" antico: il Fariolo. I mercanti che lo frequentavano giungevano anche dal versante toscano degli Appennini data la sua posizione accessibile sulla via dell'antico valico del Cerreto.
Diversi atti del sec. XIII sono stilati nel mercato di Felina, luogo dove non solo si commerciava, ma si svolgevano i momenti significativi della vita civile: dai procedimenti giudiziari alle esecuzioni di giustizia, dalla proclamazione delle "grida" ai rogiti notarili.

## Economia

### Attività produttive
L'economia si basa sull'agricoltura, sui frutti della terra, sull'allevamento e sulle attività casearie legate alla produzione del Parmigiano Reggiano e di altri prodotti gastronomici locali.
Numerose botteghe artigiane e piccole attività commerciali animano il centro dell'abitato.
A nord-est del paese, sulla strada per Reggio Emilia è presente una modesta zona industriale dove sono collocate un'importante fabbrica di impianti di refrigerazione e diverse officine, legate ai macchinari agricoli.

### Turismo e ricettività
Durante il periodo estivo c'è un discreto afflusso di villeggianti, prevalentemente della Bassa Reggiana, che risiedono in una casa di proprietà o sono ospitati in due alberghi e tre Bed and Breakfast.
È inoltre presente una casa vacanze (50 posti letto) gestita dalla Parrocchia e ricavata da un antico fienile ristrutturato.

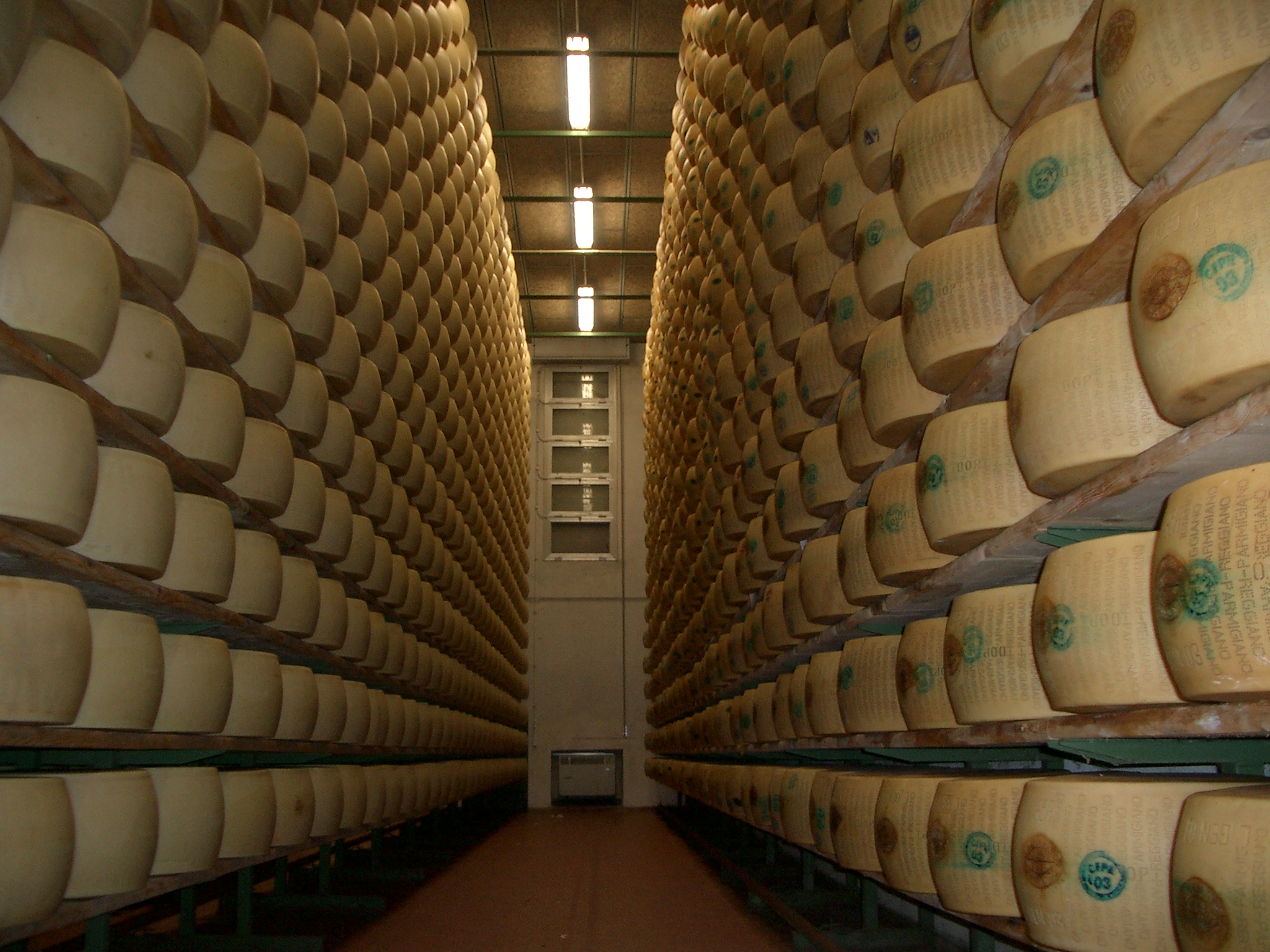
Forme di Parmigiano Reggiano in un caseificio

### Attività ricreative
Sulla strada che porta alla frazione di Palareto, è posto il "Centro Ricreativo Parco Tegge" dotato anche di una Sala Congressi. Questa sede è usata frequentemente per numerose manifestazioni di vario carattere tra le quali spiccava il "Festival dell'Unità" in agosto. In passato diversi personaggi tra cui Romano Prodi, Enzo Biagi e Bianca Berlinguer sono stati ospiti del Tegge.
La Società Sportiva ASD FELINA gestisce un campo da calcio, un campo da tennis, una pista polivalente e una Palestra Comunale. Partecipa al "Torneo calcistico della Montagna", l'evento sportivo più importante del comprensorio.
Da qualche anno, ad opera di un gruppo di volontari, ha aperto la Bocciofila, sede di importanti gare anche a livello nazionale. In particolari occasioni (feste di paese, in coincidenza con importanti gare, ...) la Bocciofila si trasforma anche in un apprezzato ristorante dove si possono gustare i tortelli e gli altri piatti tipici del posto.Recentemente, nel 4/08/13, la squadra dei dilettanti felinese si è aggiudicata questa ambizioso torneo.
Nel centro di Felina era presente l'"Ariston", il più importante cinema della Montagna reggiana,ora chiuso da qualche anno. Il comune ha scelto di costruire un nuovo cinema teatro in Castelnovo ne’ Monti.

### Specialità enogastronomiche
Il territorio rientra nella pregiata area di produzione del Parmigiano Reggiano.
I prodotti gastronomici locali sono, oltre al celebre formaggio: l'erbazzone (erbette, spinaci, riso, uovo, pasta sfoglia, parmigiano), i tortelli (particolarmente apprezzati se conditi con la battuta di lardo), i cappelletti, la torta di tagliatelle (tagliatelle, mandorle, pastafrolla), la torta di riso, salumi provenienti da aziende agricole a conduzione familiare (prosciutto, guanciale, salame). Fra i salumi si distingue il salame "fiorettino" autoctono proprio di queste terre appenniniche. 
Ultimamente sta riemergendo anche il baccalà fritto, un tempo considerato il piatto dei poveri.
Da non dimenticare il più amato "gnocco fritto" (sfoglie di pasta sottile fritte nello strutto) che può essere accompagnato con qualsiasi prodotto dolce e salato.

## Monumenti e luoghi d'interesse

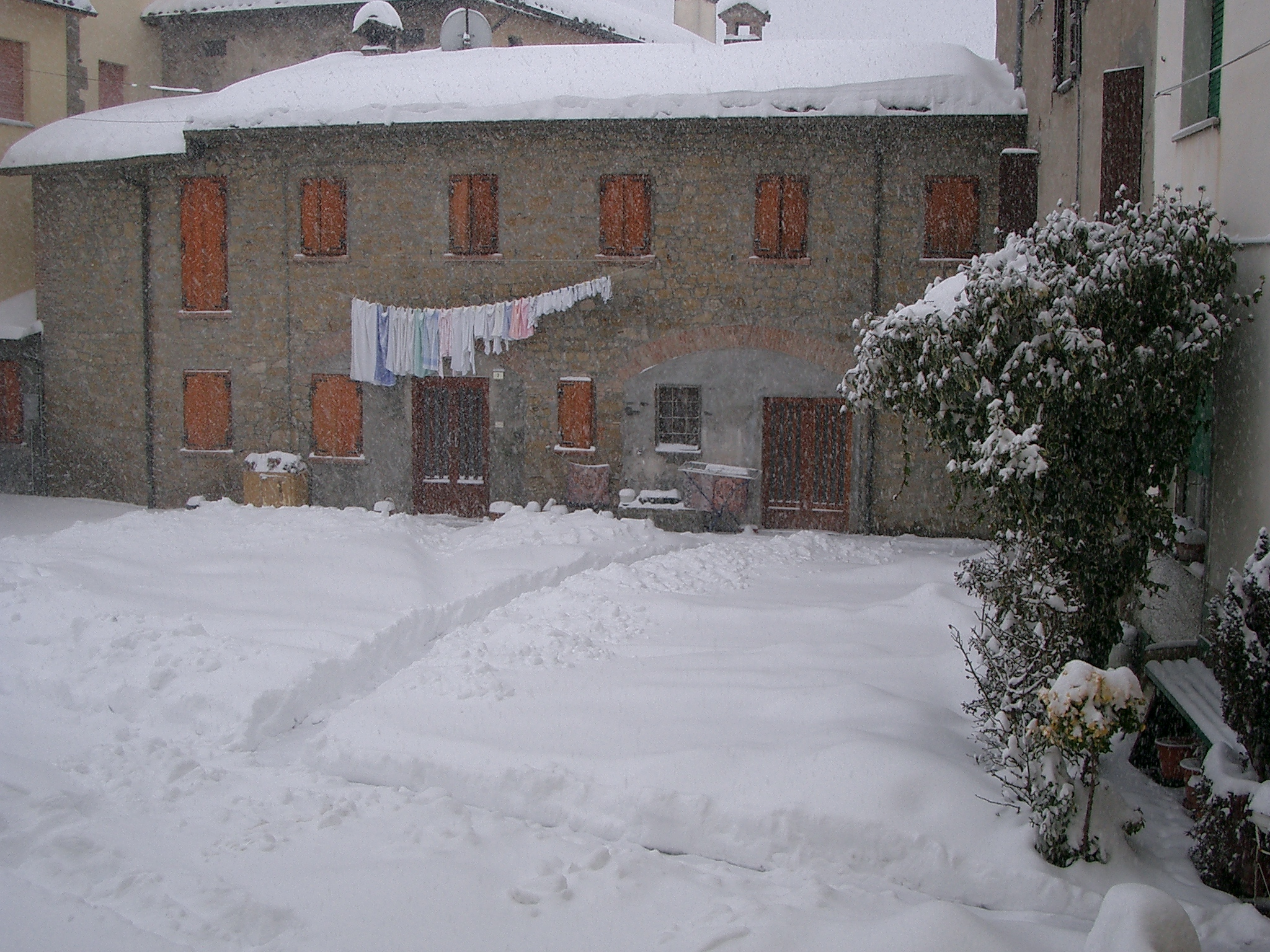
Cortile cinquecentesco nella Magonfia sotto la neve

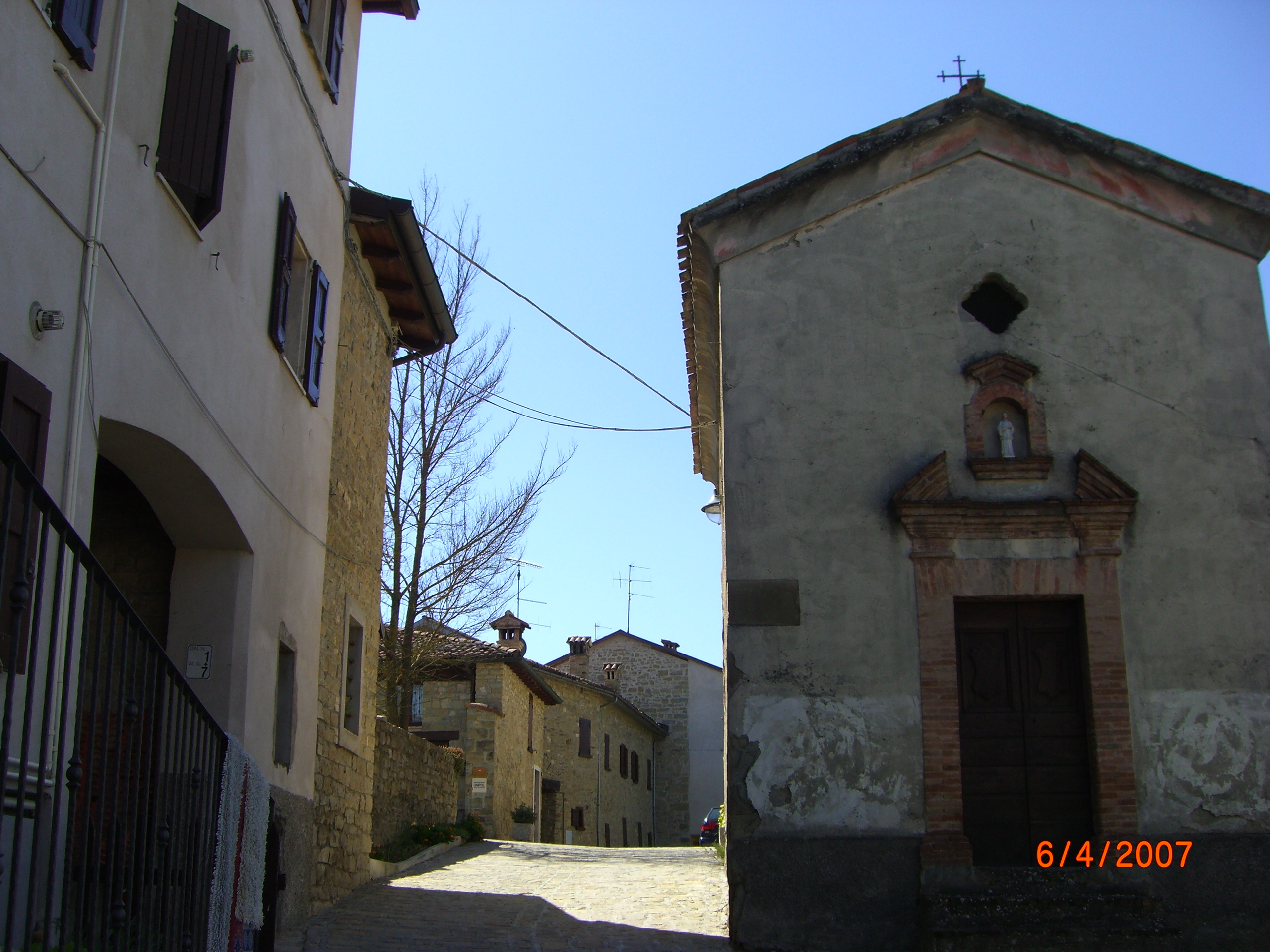
Magonfia, oratorio e strada

- Il "Salame di Felina" e la passeggiata che si inerpica sulla sua montagnola.
- La chiesa parrocchiale di Santa Maria Assunta, in sasso, restaurata all'interno e ristrutturato tutto il suo complesso edilizio circostante. L'impianto originale è datato 870 d.C., nella forma di cappella. Notevole la torre a pianta quadrata in pietra e ricorsi paralleli, risalente al XII-XIII secolo, che forse già faceva parte della struttura difensiva del castello.
- Il panorama del crinale con la Pietra di Bismantova in primo piano; la migliore vista si ha dalla località di Palareto e da Felina Amata (chiamata amorevolmente dai locali Felina Matta).
- I caratteristici nuclei antichi e le case a torre di Pietradura, Gombio, Roncroffio[1] e Villaberza oltre alle pittoresche case e cascine isolate fra i boschi.
- L'oratorio di Roncroffio, chiesetta dedicata a san Lorenzo.[1]
- Il borgo storico del Fariolo, per secoli centro della montagna reggiana, recentemente restaurato.
- Il cortile interno della piazza sei-settecentesca della Magonfia[1] a Felina, il piccolo oratorio, ed il percorso verso le Fonti della Fratta[1].
- In località Fariolo il palazzo dell'antica sede del vicariato visconteo e di podesteria estense.
- La fornace di Felina, in località Fornacione, risalente al XIX secolo ed esempio di archeologia paleoindustriale.
- Partendo dalla gradevole località di Ca' Barucca (posta al termine della strada del Parco Tegge) è possibile raggiungere il Castello di Carpineti percorrendo a piedi il crinale del Monte Fosola, passando attraverso splendidi castagneti centenari ed osservando la fauna caratteristica del luogo (in particolare i numerosi caprioli che ormai sono una presenza costante dei boschi intorno a Felina).

Recentemente è stato abbattuto un edificio mai utilizzato che avrebbe dovuto fungere da pollaio, oggetto di numerose proteste da parte di cittadini ed associazioni per l'effetto di inquinamento paesaggistico provocato, la demolizione è rientrata nell'ambito di un progetto di riqualificazione del territorio attuato dalla provincia di Reggio Emilia.

## Cultura

### Manifestazioni e sagre
L'evento principale è la Fiera di maggio che si svolge la terza domenica di maggio, con esposizione di animali da allevamento, prodotti tipici e attrezzature agricole. Dal 26 al 28 luglio viene organizzato il Festival della Musica nell'ambito della manifestazione "Città Slow". Tra il 13 ed il 17 agosto si festeggia la Sagra del Paese durante la quale si esibisce la Banda Musicale e vengono allestiti dei banchetti sul Castello. La seconda domenica di agosto si svolge la tradizionale Corsa delle Carrettelle lungo la discesa del vicino paese di Monchio. la terza domenica d'ottobre si tiene, solitamente, la Festa del Marrone. Il 24 dicembre c'è la Festa dei Babbi Natale. Dal 2008 si svolge nel mese di luglio la Festa della Canapa, evento culturale e musicale che ospita principalmente artisti raggae di livello nazionale e internazionale.

### Folklore
L'associazione culturale La Fenice organizza eventi di vario tipo nella zona. La pro-loco organizza varie iniziative nell'arco dell'anno di carattere gastronomico-culturale. 
L'associazione culturale cannabis info, promuove attività legate alla pianta di canapa e organizza eventi culturali e musicali nel territorio.

### Banda Musicale di Felina
La Banda musicale di Felina fu fondata nel 1870 (seppure si abbia notizia di un primo nucleo musicale già dal 1830) : una satira scritta per il centenario della banda afferma che i bambini di Felina “tittano la musica con il latte".
La Banda Musicale di Felina, costituita attualmente da circa 50 elementi,  accanto ad un repertorio 'da piazza', composto da inni e marce e che accompagna le manifestazioni pubbliche e le più importanti ricorrenze, ha pure un nutrito repertorio 'da concerto' che spazia in vari generi musicali,  ed un repertorio 'da ballo', costituito da valzer, polke e mazurke della tradizione locale.
La banda ha collaborato con artisti come Ivana Monti, nello spettacolo 'Mia cara madre' (2011, 2012), o Christian Boltanski, nella installazione al Teatro Valli  'Tant que nous sommes vivants' (2012).